# René Antoine Quéru
René Antoine Quéru est un homme politique français né le 14 mai 1734 à Verneuil-sur-Avre (Eure) et mort le 2 février 1801 au même lieu.

## Biographie
Président du district de Verneuil-sur-Avre, il est élu suppléant en 1791, et appelé à siéger comme député de l'Eure le 24 mars 1792.

## Sources
- « René Antoine Quéru », dans Adolphe Robert et Gaston Cougny, Dictionnaire des parlementaires français, Edgar Bourloton, 1889-1891 [détail de l’édition]